# Lidköping
Lidköping egy város és Lidköping önkormányzatának székhelye Västra Götaland megyében, Svédországban. 2021-ben körülbelül 40 000 lakosa volt.
A Vänern-tó déli partján található, és néha "Lidköping vid Vänern"-nek nevezik, hogy megkülönböztesse magát Linköpingtől, Svédország keleti partjainál. Kísérletek történtek a hivatalos név "Lidköping vid Vänern"-re történő megváltoztatására, de ezek a kísérletek nem jártak sikerrel. 

## Földrajz
Lidköping városát a központon átfolyó Lidan folyó választja ketté. Keleti oldalát óvárosnak, nyugati oldalát újvárosnak nevezik.
Lidköping település keleti szomszédjával, Götenével együtt a Läckö-Kinnekulle-félszigeten található. Több nagy helyi céggel karöltve van egy köznyelvi turisztikai cégük, „Götene-Lidköping Vänern Turist AB” néven.

## Történelem
Lidköping 1446. július 21-én kapta meg oklevelét, így Svédország egyik mára megszűnt városának minősül. A városi fegyverek majdnem olyan régiek. A design az évszázadok során változott, de mindig egy ülő püspököt ábrázolt. Vitatott, hogy tényleges püspököt ábrázol-e, de a 20. században úgy döntöttek, hogy Szent Miklós püspök ábrázolása legyen.
1650 körül a várost beépítették Jakob De la Gardie grófságába. 1655-ben azonban a király úgy döntött, hogy visszaszerzi a város igazgatását. A veszteség pótlására De la Gardie megkapta a jogot, hogy 1670-től új várost alapítson a folyó nyugati oldalán. 1672-ben letették az alapokat, és az új város gyorsan növekedett. 1683-ban Lidköping város mindkét oldalát egységessé nyilvánította a király, és vissza is szerezte mindkettőt.
Az óváros 1849-ben leégett, és az újváros jelentős része is megsérült. A tűz után mindkét várost az ellenőrzési minta szerint újjáépítették.

## Szimbólum
A Lidköping keményen dolgozik azon, hogy "Lidköping by Vänern" néven reklámozza magát. Ezzel a küldetéssel összhangban profiltervet dolgoznak ki, amelyben megállapították, hogy Vänern egy szimbólumot használ, amely a helyét ábrázolja. A szimbólumot minden hivatalos kontextusban használják, és Lidköpingbe való behajtáskor az útjelző táblán is.

## Sport
A Villa Lidköping BK Svédország egyik legjobb jáglabdacsapata. Ötször jutottak be az Elitserien döntőjébe. A Sparbanken Lidköping Arena a hazai helyszín. 2019-ben nyertek először aranyérmet Johan Sixtensson vezetésével.

## Híres emberek
- Reorus Torkillus (1608–1643) a svéd egyház papja és az első evangélikus pap, aki letelepedett az Egyesült Államokban
- Gunnar Wennerberg (1817–1901), svéd költő, zenész és politikus.
- Mary Anderson (1872–1964) svéd származású amerikai munkásaktivista és a nők szószólója a munkahelyen.
- Anders Järryd ] (született 1961) egykori profi teniszező
- Linda Sundblad (született 1981) énekesnő, színésznő és modell.

### Sport
- Evy Palm (született 1942) női hosszútávú atléta
- Daniel Nordmark (született 1988) labdarúgó
- Timmy Hansen (született 1992) autóversenyző
- Christoffer Ehn (született 1996) jégkorongozó
- Jacob Peterson (született 1999) jégkorongozó
- Rasmus Dahlin (született 2000) jégkorongozó